# Priego
Priego é um município da Espanha na província de Cuenca, comunidade autónoma de Castilla-La Mancha, de área 80,91 km² com população de 1114 habitantes (2007) e densidade populacional de 13,00 hab/km².

## Demografia
| Variação demográfica do município entre 1991 e 2004 | Variação demográfica do município entre 1991 e 2004 | Variação demográfica do município entre 1991 e 2004 | Variação demográfica do município entre 1991 e 2004 |
| --------------------------------------------------- | --------------------------------------------------- | --------------------------------------------------- | --------------------------------------------------- |
| 1991                                                | 1996                                                | 2001                                                | 2004                                                |
| 1132                                                | 1025                                                | 994                                                 | 1052                                                |